# Chlorops dimidiatifemur
Chlorops dimidiatifemur är en tvåvingeart som beskrevs av Frey 1923. Chlorops dimidiatifemur ingår i släktet Chlorops och familjen fritflugor. Inga underarter finns listade i Catalogue of Life.